# Turco García
Claudio Omar García (Buenos Aires, 24 de agosto de 1963), más conocido como el  Turco García, es un exfutbolista y entrenador argentino que se desempeñaba como delantero.
En su trayectoria como deportista disputó más de 400 partidos en la Primera división de su país, siendo uno de los futbolistas con más partidos en la máxima categoría y es considerado ídolo en Club Atlético Huracán, dónde es el octavo futbolista con más encuentros disputados en la historia del cuadro quemero y Racing Club, donde consiguió un subcampeonato de la Supercopa Sudamericana de 1992 y un tercer puesto en el Torneo Apertura de 1993. También fue internacional con la selección argentina, con la cual fue campeón en dos Copas América (1991 y 1993) y una Copa Rey Fahd (1992).

## Trayectoria

### Como jugador
Debutó en Huracán el 17 de agosto de 1980, frente a Boca Juniors. Luego se unió a Vélez Sarsfield, donde jugó hasta 1988, cuando pasó al Olympique de Lyon, de Francia.
En 1991 regresó al fútbol argentino para jugar en Racing Club y fue también su debut en la selección argentina. Formó parte de dos grandes planteles, que ganaron la Copa América en 1991 y en 1993.
Jugó más de 100 partidos en Racing Club entre 1991 y 1995. Se incorporó a Colón donde pasó una temporada antes de volver a Huracán en 1996. En ese club, donde más participaciones tuvo, hizo un total de 51 goles en 251 partidos.
Para el final de su carrera futbolística pasó por All Boys e Independiente Rivadavia.

### Participaciones en selecciones sub-20
| Copa                    | Sede      | Resultado     | Partidos | Goles |
| ----------------------- | --------- | ------------- | -------- | ----- |
| Mundial Juvenil de 1981 | Australia | Primera ronda | 3        | 0     |
| Mundial Juvenil de 1983 | México    | Subcampeón    | 6        | 1     |

### Como entrenador
Como director técnico trabajó en Juventud de Pueyrredón, de Venado Tuerto, Independiente Rivadavia y en 2014 dirigió a Talleres (RdE) de donde fue echado luego de quedar eliminado de la Copa Argentina ante El Porvenir que por ese entonces militaba en la Primera D, una categoría más abajo.

## Carrera en televisión
En febrero de 2020 se informo que participaría del programa Bailando por un sueño junto a Sofía Macaggi, pero luego el programa terminaría siendo cancelado por la pandemia de COVID-19.
Compitió en el programa de cocina MasterChef Celebrity Argentina en 2020 en su primera temporada, donde quedó como el 8.º eliminado. En febrero de 2021 se suma como panelista a Polémica en el bar. En todo 2022 fue parte de El hotel de los famosos y Pasaplatos emitidos por Canal 13.

### Lo del Turco
En octubre del año 2023, lanzó su programa de streaming titulado Lo del Turco producido por La Canchita TV, en el cual se presenta a él mismo junto a figuras públicas de Argentina que invita a su casa. En el programa se muestra junto a su mujer como coprotagonista y el comediante Andrés Aramburu (con el nombre actoral de Jesús por Jesús de Nazaret).
A lo largo de ese año contó con invitados como Andrés Calamaro, Mariano Iúdica, Maxi Trusso, Lucas Rodríguez, Coco Sily, Piti Fernández, Martin Ciccioli, Christian Sancho, Mónica Farro, Mala Fama, Guillermo Moreno, Marcos Di Palma, Sergio Martínez, Leonardo Montero, Daniel Osvaldo, Rolfi Montenegro, Antonio Ríos, Pablo Migliore, entre otros.
En la noche del martes 12 de marzo de 2024, García tuvo una pelea en la grabación del programa número 25 con Tati (Camisetas Nani). El programa de esa fecha estaba integrado por Coscu, Luquitas Rodríguez, Germán Beder, Marcelo Toscano y Jesús. La pelea fue tendencia en Twitter Argentina y la grabación en Instagram de esta tuvo un millón y medio de vistas en una hora.

## Vida personal
Está casado con Mariela Prieto y tiene seis hijos, uno fue de una relación extramatrimonial. En 2017 publicó su libro Este soy yo.

## Estadísticas

### Clubes
| Club | Div.                | Temporada           | Liga  | Liga  | Copas nacionales(1) | Copas nacionales(1) | Torneos internacionales(2) | Torneos internacionales(2) | Otras competiciones(3) | Otras competiciones(3) | Total | Total | Media goleadora(4) |
| Club | Div.                | Temporada           | Part. | Goles | Part.               | Goles               | Part.                      | Goles                      | Part.                  | Goles                  | Part. | Goles | Media goleadora(4) |
| --- | ------------------- | ------------------- | ----- | ----- | ------------------- | ------------------- | -------------------------- | -------------------------- | ---------------------- | ---------------------- | ----- | ----- | ------------------ |
| Huracán Argentina | 1.ª                 | 1980                | 8     | 1     | —                   | —                   | —                          | —                          | —                      | —                      | 8     | 1     | 0.13               |
| Huracán Argentina | 1.ª                 | 1981                | 26    | 5     | —                   | —                   | —                          | —                          | —                      | —                      | 26    | 5     | 0.19               |
| Huracán Argentina | 1.ª                 | 1982                | 40    | 5     | —                   | —                   | —                          | —                          | —                      | —                      | 40    | 5     | 0.13               |
| Huracán Argentina | 1.ª                 | 1983                | 43    | 5     | —                   | —                   | —                          | —                          | —                      | —                      | 43    | 5     | 0.12               |
| Huracán Argentina | 1.ª                 | 1984                | 37    | 8     | —                   | —                   | —                          | —                          | —                      | —                      | 37    | 8     | 0.22               |
| Huracán Argentina | 1.ª                 | 1985                | 9     | 3     | —                   | —                   | —                          | —                          | —                      | —                      | 9     | 3     | 0.33               |
| Huracán Argentina | 1.ª                 | 1985-86             | 32    | 8     | —                   | —                   | —                          | —                          | 7                      | 4                      | 39    | 12    | 0.31               |
| Huracán Argentina | Total 1.ª etapa     | Total 1.ª etapa     | 195   | 35    | 0                   | 0                   | 0                          | 0                          | 7                      | 4                      | 202   | 39    | 0.19               |
| Vélez Sarsfield Argentina | 1.ª                 |                     |       |       |                     |                     |                            |                            |                        |                        |       |       |                    |
| Vélez Sarsfield Argentina | 1.ª                 | 1986-87             | 36    | 6     | —                   | —                   | —                          | —                          | —                      | —                      | 36    | 6     | 0.17               |
| Vélez Sarsfield Argentina | 1.ª                 | 1987-88             | 37    | 13    | —                   | —                   | —                          | —                          | 4                      | 1                      | 41    | 14    | 0.34               |
| Vélez Sarsfield Argentina | Total club          | Total club          | 73    | 19    | 0                   | 0                   | 0                          | 0                          | 4                      | 1                      | 77    | 20    | 0.26               |
| Olympique de Lyon Francia |                     |                     |       |       |                     |                     |                            |                            |                        |                        |       |       |                    |
| 2.ª | 1988-89             | 30                  | 11    | 6     | 1                   | —                   | —                          | 2                          | 1                      | 38                     | 13    | 0.34  |                    |
| 1.ª | 1989-90             | 27                  | 4     | 1     | 0                   | —                   | —                          | —                          | —                      | 28                     | 4     | 0.14  |                    |
| Total club | Total club          | 57                  | 15    | 7     | 1                   | 0                   | 0                          | 2                          | 1                      | 66                     | 17    | 0.26  |                    |
| Racing Club Argentina | 1.ª                 | 1990-91             | 18    | 7     | —                   | —                   | —                          | —                          | —                      | —                      | 18    | 7     | 0.39               |
| Racing Club Argentina | 1.ª                 | 1991-92             | 30    | 4     | —                   | —                   | 2                          | 1                          | —                      | —                      | 32    | 5     | 0.16               |
| Racing Club Argentina | 1.ª                 | 1992-93             | 32    | 4     | —                   | —                   | 5                          | 3                          | —                      | —                      | 37    | 8     | 0.22               |
| Racing Club Argentina | 1.ª                 | 1993-94             | 23    | 3     | —                   | —                   | 1                          | 0                          | —                      | —                      | 24    | 3     | 0.13               |
| Racing Club Argentina | 1.ª                 | 1994-95             | 15    | 4     | —                   | —                   | 2                          | 1                          | —                      | —                      | 17    | 5     | 0.29               |
| Racing Club Argentina | Total club          | Total club          | 118   | 22    | 0                   | 0                   | 10                         | 5                          | 0                      | 0                      | 128   | 28    | 0.22               |
| Colón de Santa Fé Argentina | 1.ª                 | 1995-96             | 30    | 4     | —                   | —                   | —                          | —                          | —                      | —                      | 30    | 4     | 0.13               |
| Huracán Argentina | 1.ª                 |                     |       |       |                     |                     |                            |                            |                        |                        |       |       |                    |
| Huracán Argentina | 1.ª                 | 1996-97             | 31    | 9     | —                   | —                   | —                          | —                          | —                      | —                      | 31    | 9     | 0.29               |
| Huracán Argentina | 1.ª                 | 1997-98             | 18    | 2     | —                   | —                   | —                          | —                          | —                      | —                      | 18    | 2     | 0.11               |
| Huracán Argentina | Total 2.ª etapa     | Total 2.ª etapa     | 49    | 11    | 0                   | 0                   | 0                          | 0                          | 0                      | 0                      | 49    | 11    | 0.22               |
| Huracán Argentina | Total club          | Total club          | 244   | 46    | 0                   | 0                   | 0                          | 0                          | 7                      | 4                      | 251   | 50    | 0.2                |
| All Boys Argentina | 2.ª                 | 1998-99             | 20    | 3     | —                   | —                   | —                          | —                          | —                      | —                      | 20    | 3     | 0.15               |
| Independiente Rivadavia Argentina | 2.ª                 | 1999                | 11    | 1     | —                   | —                   | —                          | —                          | —                      | —                      | 11    | 1     | 0.09               |
| Total en su carrera | Total en su carrera | Total en su carrera | 553   | 110   | 7                   | 1                   | 10                         | 5                          | 13                     | 6                      | 583   | 122   | 0.21               |
| (1) Las copas nacionales se refiere a la Copa de Francia (1988-90). (2) Las copas internacionales se refiere a la Supercopa Sudamericana (1990-95). (3) Incluye datos del Torneo octogonal (1985-86); Liguilla pre-Libertadores (1987-88) y la serie de definición del campeonato de la Division 2 (1988-99). (4) Media de goles por encuentro. No incluye goles en partidos amistosos. |                     |                     |       |       |                     |                     |                            |                            |                        |                        |       |       |                    |

### Selecciones
| Selección          | Año           | Amistosos | Amistosos | Regional | Regional | Mundial | Mundial | Total | Total | Media goleadora |
| Selección          | Año           | Part.     | Goles     | Part.    | Goles    | Part.   | Goles   | Part. | Goles | Media goleadora |
| ------------------ | ------------- | --------- | --------- | -------- | -------- | ------- | ------- | ----- | ----- | --------------- |
| Sub-20 Argentina   | 1981          | —         | —         | ?        | ?        | 3       | 0       | ?     | 0     | 0,00            |
| Sub-20 Argentina   | 1983          | —         | —         | ?        | 2        | 6       | 1       | ?     | 3     |                 |
| Sub-20 Argentina   | Total         | 0         | 0         | ?        | +2       | 9       | 1       | ?     | +3    |                 |
| Absoluta Argentina | 1991          | 5         | 2         | 2        | 1        | —       | —       | 7     | 3     | 0.43            |
| Absoluta Argentina | 1992          | 1         | 0         | —        | —        | 0       | 0       | 1     | 0     | 0,00            |
| Absoluta Argentina | 1993          | —         | —         | 4        | 0        | —       | —       | 4     | 0     | 0,00            |
| Absoluta Argentina | 1994          | 1         | 0         | —        | —        | —       | —       | 1     | 0     | 0,00            |
| Absoluta Argentina | Total         | 7         | 2         | 6        | 1        | 0       | 0       | 13    | 3     | 0.23            |
| Total carrera      | Total carrera | 7         | 2         | ?        | +3       | 9       | 1       | ?     | +6    |                 |
| 1. 2.              |               |           |           |          |          |         |         |       |       |                 |

## Palmarés

### Campeonatos nacionales
| Título     | Club              | Sede     | Año     |
| ---------- | ----------------- | -------- | ------- |
| Division 2 | Olympique de Lyon | Mulhouse | 1988-89 |

### Campeonatos internacionales
| Título        | Club (*)  | Sede              | Año  |
| ------------- | --------- | ----------------- | ---- |
| Copa América  | Argentina | Santiago de Chile | 1991 |
| Copa Rey Fahd | Argentina | Riad              | 1992 |
| Copa América  | Argentina | Guayaquil         | 1993 |

(*) Incluye la selección.

## Televisión
| Año       | Título                         | Notas          | Canal      |
| --------- | ------------------------------ | -------------- | ---------- |
| 2020      | Superfútbol                    | Panelista      | TyC Sports |
| 2020      | MasterChef Celebrity Argentina | 8.º eliminado  | Telefé     |
| 2021-2022 | Jugador 23                     | Panelista      | TyC Sports |
| 2021      | Polémica en el bar             | Panelista      | América TV |
| 2021-2022 | Está en tus manos              | Staff          | elnueve    |
| 2022      | El hotel de los famosos        | 11.º eliminado | El Trece   |
| 2023      | Pasaplatos Edición Famosos     | 13.º eliminado | El Trece   |
| 2023-Act. | Lo del Turco                   | Conductor      | YouTube    |